# Aklamacja
Aklamacja (łac. acclamatio z ad „do, z” i clamo „wołam”; consensus ordinum „zgoda stanów”) – sposób przyjęcia  ustawy lub wniosku w demokratycznych organach władzy ustawodawczej.
Wniosek zostaje przyjęty poprzez aklamację, gdy zostaje zaakceptowany jednomyślnie przez całe zgromadzenie bez organizowania głosowania (może zostać poparty okrzykami lub oklaskami).